# Viktor Fried
Viktor Fried (1. září 1914 Moravské Budějovice – 10. dubna 1983 Velká Británie) byl český voják.

## Biografie
Viktor Fried se narodil v roce 1914 v Moravských Budějovicích, roku 1933 odmaturoval na gymnáziu v Moravských Budějovicích. Byl židovského původu a celá rodina, kromě bratrů Viktora a Julia byla internována v koncentračních táborech v Terezíně a Osvětimi. Následně vystudoval právnickou fakultu a odešel do Velké Británie, kde se dne 21. dubna 1939 přihlásil do britské armády a následně i do československé armády. V lednu roku 1940 začal působit v 87. rotě Pioneer Corps a následně pak působil v britské armádě ve Francii. V říjnu roku 1941 přešel do československého letectva a byl zařazen do 311. československé bombardovací perutě, kde zůstal až do konce druhé světové války. Dne 21. prosince 1945 odešel z armády a zůstal ve Velké Británii, kde se roku 1942 oženil za ženu z Anglie.
Zemřel roku 1983 v Británii. V jiném zdroje se mylně uvádí, že zemřel v Ardenách již během druhé světové války, měl to kronikáři v Moravských Budějovicích uvést jeho bratranec Julius.